# シュナイダーCA1
シュナイダーCA1（Char Schneider CA1）はフランス最初の戦車で、第一次世界大戦で使用された。フランスで主要な兵器製造企業の1つであったシュナイダー社により生産された。

## 概要
アメリカのホルト社（現在のキャタピラー社）のデモンストレーションを見学したフランス陸軍砲兵大佐ジャン・バティスト・ウジェーヌ・エティエンヌは後にフランス最初の戦車になる装甲戦闘車両を発案した。彼は自らのアイディアを当時のフランス陸軍総司令官ジョッフル陸軍大将に手紙で送り、1915年12月に面会して生産の了解を取り付けた。設計はエスティエンヌとシュナイダー社のウージューヌ・ブリエの共同設計で、1916年2月25日に製造が開始され、同年9月に最初の1輌が完成した。
本車やサン・シャモン突撃戦車の指揮・支援用に設計されたルノー FT-17 軽戦車が好成績だったこともあり、当初1,500輛を構想された生産計画は放棄され、第一次世界大戦の終戦を待たずに生産を終了した。1918年8月までにプロトタイプを含め400輛が生産された。うち20輛はイタリアに売却される予定であったが、引き渡されたのは1〜2輛にとどまる。

## 構造
足回りにホルト社のトラクターをそのまま流用したシャーシに、11mmの装甲板で構成された船型の戦闘室を搭載し、車体前部にはワイヤーカッターを装備した。尾部には超壕用のソリが取り付けられている。乗り降りは後部に設けられた観音開きの扉から行った。
内部はエンジンと屋根に挟まれた高さ90cmほどの空間が戦闘室になっており、換気不足と冷却不良から居住性は悪く、射撃統制に支障を来すほどだった。シュナイダー社製のエンジンも出力不足で信頼性も低かった。

## 武装
車体前面の右側面に砲郭式（ケースメイト式）にシュナイダー社製の短砲身9.5口径の75 mm榴弾砲を装備したが、これは指向角度が限定されたうえ、射程も600mあまりだった。車体側面左右の半球型の銃座には8 mm ホチキス重機関銃を1挺ずつ装備した。
装甲はドイツ軍歩兵が小銃/機関銃に用いた鋼鉄弾芯入りの徹甲弾「SmK弾」に耐えられず、40mmの隙間を開けた上で5mmの増加装甲が追加された。

## 運用
1916年8月にはフランス最初の機甲部隊が発足し、9月30日に陸軍准将に昇進したエスティエンヌは突撃砲兵隊の指揮官に任命された。
シュナイダーCA1の初陣は1917年4月16日のシェマン・デ・ダームの戦闘（fr）だった。この戦いに132輛が投入され、57輛が撃破された。

## その後

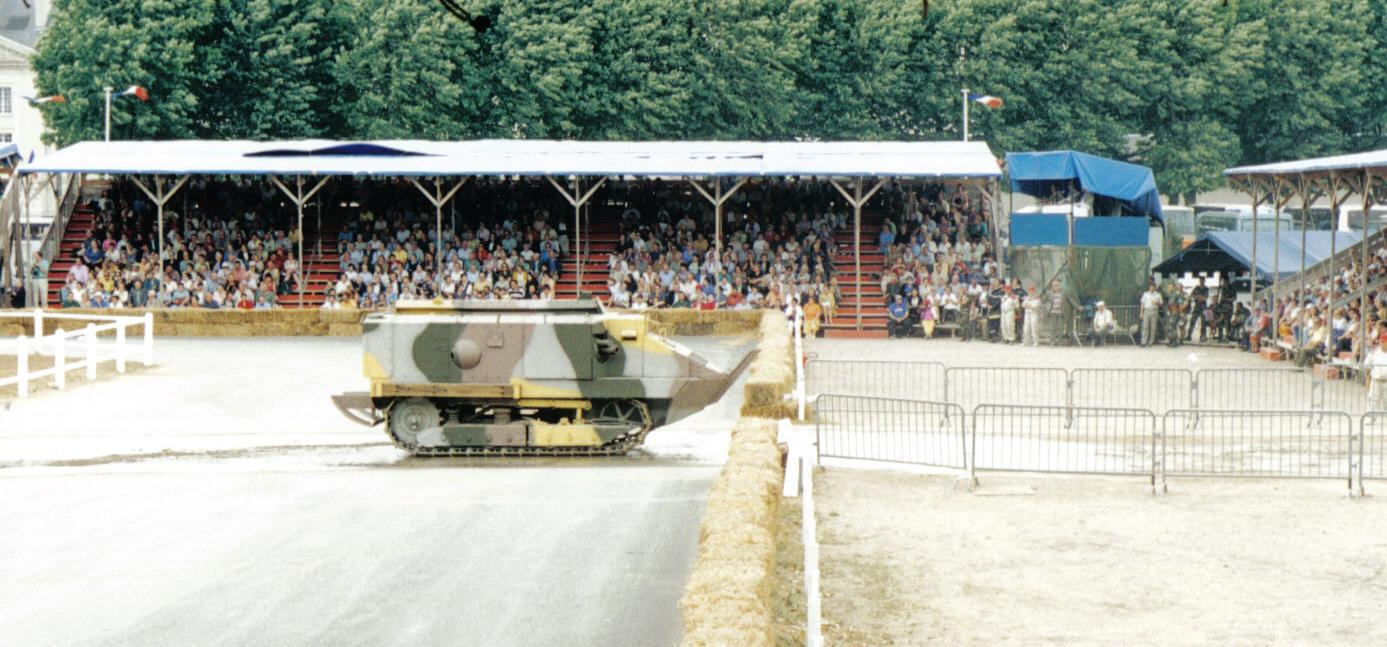
実際に走行するソミュール戦車博物館の現存車輌
2000年の撮影

1922年に6輛がスペインに売却され、ルノーFTと共に戦車部隊を構成しモロッコで行われた第三次リーフ戦争で1923年から1926年まで戦闘任務についた。これらのうち生き残った4輛は1936年からのスペイン内戦に人民戦線政府側で参加した。
現在はフランスのソミュール戦車博物館に一輛が実働状態で展示されている。

## バリエーション
シュナイダーCA2
75 mm 砲を廃し、上面に47 mm 砲を装備した旋回砲塔を搭載した。1917年に試作車が1輌生産された。
シュナイダーCA3
車体前面に機関銃2挺を増設し、車体後部を延長した。50輌が発注されたものの生産は行われなかった。